# Yves Albarello
Yves Albarello (* 17. März 1952 in Aulnay-sous-Bois) ist ein französischer Politiker der Les Républicains.

## Leben
1989 wurde er Bürgermeister von Claye-Souilly. Seit 2007 ist Albarello Abgeordneter in der Nationalversammlung.

## Preise und Auszeichnungen (Auswahl)
- Marianne d'Or
- Ordre national du Mérite, 2004